# Prasilo
Prasilo (en griego, Πράσσιλος, Πράξιλος) fue una ciudad griega de la península Calcídica. 
Perteneció a la Liga de Delos puesto que aparece en los registros de tributos a Atenas, aunque solamente en el registro del año 421/0 a. C., donde pagó un phoros de 900 dracmas.
Es citada por Esteban de Bizancio, que la ubica en Macedonia. Se desconoce su localización exacta pero se ha sugerido que debió estar situada en la región de Botiea.